# First in Line
"First in Line" er en komposition fra 1956 af Ben Weisman og Aaron Schroeder.
"First in Line" blev indspillet af Elvis Presley den 3. september 1956 og udsendt på hans anden LP, Elvis, der kom på gaden den 19. oktober samme år. Sangen er indspillet hos Radio Recorders i Hollywood. Med i studiet var, foruden Elvis Presley, bl.a. Scotty Moore på guitar, Bill Black på bas, D.J. Fontana på trommer og The Jordanaires som kor.
"First in Line" betyder "den første i rækken", og det passer meget godt i dette tilfælde, i det mindste i forhold til Ben Weisman. Sangen var nemlig den første som han skrev i en række af i alt 57 kompositioner til Elvis Presley.